# کاویا آجیت
کاویا آجیت (زاده ۱۷ ژوئیه ۱۹۹۱) یک خواننده هندی، نوازنده ویولن و یک مجری زنده متولد در کالیکوت، کرالا است. به غیر از زبان مالایالام، او آهنگ‌هایی را به زبان‌های هندی بسیاری از جمله تامیل، تلوگو و کانادا ضبط کرده است. او با آموزش موسیقی کلاسیک کارناتیک و سبک کلاسیک غربی ویولن، در کنسرت‌ها و نمایش‌های صحنه ای در سراسر جهان اجرا کرده است.
کاویا در ۱۷ ژوئیه ۱۹۹۱ در کوژیکود در خانواده دکتر آجیت باسکار، متخصص ریه و استاد کالج پزشکی مالابار و دکتر لاکشمی اس، دانشیار در رشته زنان در کالج پزشکی کالیکات متولد شد. او اصول اولیه موسیقی کارناتیک را از مادربزرگش کامالا سوبرحمانیام، هنرمند سابق رادیو هند آموخت.

## آهنگ‌شناسی
| سال  | فیلم                   | آهنگ                       | آهنگساز            | زبان        | ریف   |
| ---- | ---------------------- | -------------------------- | ------------------ | ----------- | ----- |
| ۲۰۱۳ | گلزار گیتاریال         | انجم نالا پوکل             | شتاباز امان        | مالا لیم    |       |
| ۲۰۱۳ | سبک نام دنیام          | آروم باش                   | شان رحمان          | کندهای      | [ ۲ ] |
| ۲۰۱۴ | خداوند را ستایش کن     | اب کیا هو                  | شان رحمان          | مالا لیم    |       |
| ۲۰۱۵ | "وروواداکان"           | نیلامبالن                  | شان رحمان          | مالا لیم    |       |
| ۲۰۱۵ | لاوندر                 | پولاری مانجین، خیلی زیباست | دیپک دیو           | مالا لیم    |       |
| ۲۰۱۵ | اپاپام وینجوم          | نی تریپول                  | اوسیپپان           | مالا لیم    |       |
| ۲۰۱۵ | جو و پسر               | نیین کاتاایی               | راحول سبرامانیان   | مالا لیم    |       |
| ۲۰۱۶ | ارومین                 | سلام آمال                  | آچو راجمانی        | تامل        | [ ۳ ] |
| ۲۰۱۶ | چنای کوتم              | زندگی مثل «ا» ه            | ساجن کی رام        | مالا لیم    |       |
| ۲۰۱۶ | جاکوبینت سوارگاراجیم   | ای شیشیراکالام             | شان رحمان          | مالا لیم    |       |
| ۲۰۱۶ | جاکانا                 | جاکانا                     | دینش               | تلوگو       | [ ۴ ] |
| ۲۰۱۶ | کنجام کنجام            | کدهلگی                     | والاوان            | تامل        | [ ۵ ] |
| ۲۰۱۷ | کنده                   | چککانوم پنوم               | گپی سندر           | مالا لیم    |       |
| ۲۰۱۷ | مامان                  | آنیوالا                    | آ آر رحمان         | مالا لیم    |       |
| ۲۰۱۷ | ۲ کشور                 | Ullasamlo                  | گپی سندر           | تلوگو       | [ ۶ ] |
| ۲۰۱۷ | ویمامان                | آنتیکهواریکنت، میگهکاناوین | گپی سندر           | مالا لیم    |       |
| ۲۰۱۸ | هی جود                 | هی نگران نباش جود          | راحول راج          | مالا لیم    |       |
| ۲۰۱۸ | بی. تکن                | پیدا گلس                   | راحول راج          | مالا لیم    |       |
| ۲۰۱۹ | "آرماد" نام "نوتااندو" | آراارو ارهامایی            | گپی سندر           | مالا لیم    |       |
| ۲۰۲۰ | کَنُم کَنَم کَلَیَدِیَدَال       | ماگا ماگا                  | هارشواردان رامشوار | تامل/تایلگو |       |
| ۲۰۲۱ | "تینکالاجا نیشچایام"   | کده نالیم                  | مجیب مجید          | مالا لیم    | [ ۷ ] |
| ۲۰۲۱ | وارسی                  | ماینو                      | نندا               | تامل        | [ ۸ ] |
| ۲۰۲۲ | جک ن جیل               | آنتا پوکی                  | رام سورندار        | مالا لیم    | [ ۹ ] |